# Juan García (bispo)
Juan García (falecido a 31 de dezembro de 1601) foi um prelado católico romano que serviu como bispo de Almería (1597–1601).

## Biografia
No dia 17 de agosto de 1597, Juan García foi escolhido pelo Rei da Espanha e confirmado pelo Papa Clemente VIII como Bispo de Almería. Serviu como Bispo de Almería até à sua morte no dia 31 de dezembro de 1601.